# Le Voyage de la famille Bourrichon
Le Voyage de la famille Bourrichon er en fransk stumfilm fra 1912 af Georges Méliès.